# صبح یکشنبه فرامی‌رسد
صبح یکشنبه فرامی‌رسد (به انگلیسی: Sunday Mornin' Comin' Down) ترانه‌ای است سرودهٔ کریس کریستوفرسون که اولین بار توسط ری استیونز در سال ۱۹۶۹ ضبط شد و تبدیل به اولین ترانهٔ استیونز در جدول کانتری شد و به رتبهٔ ۵۵ در جدول موسیقی کانتری و هشتادویکم در ۱۰۰ ترانهٔ برتر پاپ در سال ۱۹۶۹ رسید. کریستوفرسن نسخهٔ خودش را در سال بعد در نخستین آلبومش منتشر کرد. کریستوفرسن و جانی کش همچنین یک نسخه از آن ترانه در آن سال در آلبوم زندهٔ خود به نام نمایش جانی کش منتشر کردند. نسخهٔ کش برندهٔ جایزهٔ انجمن موسیقی کانتری برای ترانهٔ سال شد و رتبهٔ نخست را در جدول کانتری به دست آورد. کش ترانه را در یک اپیزود سریال ستوان کلمبو اجرا کرد.